# Irlab Therapeutics
Irlab Therapeutics AB är ett svenskt läkemedelsföretag med säte i Göteborg, som grundades 2013 och utvecklar läkemedelskandidater avsedda för behandling av Parkinsons sjukdom.
Företagets aktier noterades på First North 2017 och är sedan 2020 noterade på Stockholmsbörsens huvudlista.